# Blackjazz
A Blackjazz a norvégiai Shining együttes ötödik stúdióalbuma, amelyet az Indie Recordings adott ki 2010. január 18-án. Jellegzetessége az elmozdulás a korábbi free jazz lemezektől az avantgárd metal műfaj irányába, extrém metal, ipari és progresszív metal hatások felhasználásával.

## Előkészületek

### Dalszerzés
A Shining két korábbi albumához hasonlóan, a zene sokféle műfajból hoz elemeket. Az album címe, a Blackjazz egyfajta összegzése volt a zenekar aktuális hangzásának. 
A hangszerezés sokkal egyszerűbb, mint a két előző albumnál. Jørgen Munkeby az elektromos gitárra és a szaxofonra összpontosított, közelebb hozva az album hangzását a koncerten tapasztalhatóhoz, míg a korábbi albumok dalait egyszerűsíteni kellett az élő előadásokhoz. 
Munkeby szerint a 2006/2007-es közreműködése a In Lingua Mortuával nagy hatással bírt a Blackjazz mint műfaj kifejlesztésében. 
A másik nagy befolyása az Enslaveddel való együttműködés volt, akikkel megírták és előadták a 90 perces ″Armageddon Concerto″ zeneművet (Nine Nights in Nothingness - Glimpses of Downfall). A koncert hetedik tétele egyben a Fisheye dal korai verziója;, a nyitó tétel stúdió verziója, az RMGDN pedig bónusz számként meg is jelent a Blackjazz vinil kiadásán. A koncertet a Moldejazz fesztivál rendelte meg, miután a műsorbizottság látta a két együttes közös 21st Century Schizoid Man-feldolgozását a King Crimsontól.  A feldolgozás új verziója a záró dal a Blackjazz albumon, az Enslaved-énekes Grutle Kjellson vendégszereplésével.

## Számlista
Az összes tétel szerzője Jørgen Munkeby, kivéve a " 21st Century Schizoid Man ", amelyet Greg Lake, Ian McDonald, Michael Giles, Peter Sinfield és Robert Fripp írt. 
| 1.    | The Madness and the Damage Done                | 5:20  |
| 2.    | Fisheye                                        | 5:07  |
| 3.    | Exit Sun                                       | 8:35  |
| 4.    | Exit Sun                                       | 0:57  |
| 5.    | Healter Skelter                                | 5:34  |
| 6.    | The Madness and the Damage Done                | 3:23  |
| 7.    | Blackjazz Deathtrance                          | 10:50 |
| 8.    | Omen                                           | 8:45  |
| 9.    | 21st Century Schizoid Man (King Crimson cover) | 8:40  |
| 57:15 |                                                |       |

| Vinyl Version Bonus Tracks | Vinyl Version Bonus Tracks | Vinyl Version Bonus Tracks | Vinyl Version Bonus Tracks | Vinyl Version Bonus Tracks | Vinyl Version Bonus Tracks | Vinyl Version Bonus Tracks | Vinyl Version Bonus Tracks | Vinyl Version Bonus Tracks | Vinyl Version Bonus Tracks |
| #                          | Cím                        | Hossz                      |                            |                            |                            |                            |                            |                            |                            |
| -------------------------- | -------------------------- | -------------------------- | -------------------------- | -------------------------- | -------------------------- | -------------------------- | -------------------------- | -------------------------- | -------------------------- |
| 10.                        | Fisheye (Extended Version) | 6:59                       |                            |                            |                            |                            |                            |                            |                            |
| 11.                        | RMGDN                      | 12:37                      |                            |                            |                            |                            |                            |                            |                            |
| 01:16:51                   |                            |                            |                            |                            |                            |                            |                            |                            |                            |

## Előadók
- Jørgen Munkeby - ének, gitárok, szaxofon
- Even Helte Hermansen - gitárok
- Tor Egil Kreken - basszusgitár
- Bernt Moen - szintetizátorok, billentyűzetek
- Torstein Lofthus - dobok

- Grutle Kjellson - ének ([8], [9])

Stúdiómunka
- Jørgen Munkeby - producer
- Sean Beavan - keverés
- Tom Baker - maszterelés

## Fordítás
Ez a szócikk részben vagy egészben  a   Blackjazz című angol Wikipédia-szócikk ezen változatának fordításán alapul.  Az eredeti cikk szerkesztőit annak laptörténete sorolja fel. Ez a jelzés csupán a megfogalmazás eredetét és a szerzői jogokat jelzi, nem szolgál a cikkben szereplő információk forrásmegjelöléseként.